# Harjunkatkomajärvi
Harjunkatkomajärvi är en sjö i kommunen Enare i landskapet Lappland i Finland. Arean är 36 hektar och strandlinjen är 4,26 kilometer lång. Sjön  ingår i Pasvik älvs huvudavrinningsområde.   Den ligger omkring 320 kilometer norr om Rovaniemi och omkring 1000 kilometer norr om Helsingfors. 